# 突丘小葉海蛞蝓
突丘小葉海蛞蝓（學名：Phyllidiella pustulosa），亦作突丘小葉海蛞蝓，是一個裸鰓類海蛞蝓的物种，屬於葉海蛞蝓科的無殻海洋腹足纲软体动物。

## 分佈
本物種被描述時的樣本採自帝汶島。為印度-太平洋熱帶海域分布最為普遍的裸鰓類海蛞蝓之一。棲息於熱帶淺海的珊瑚礁區。臺灣分佈於東北角、南灣、小琉球、綠島及蘭嶼。在野外調查，發現到葉海蛞蝓科內物種的鑑定相當困難，因此本研究利用骨針 (spicule)形態以及基因序列（CO1和16S 基因）來作海蛞蝓科內種的鑑定。然而另外一項同樣以CO1的基因序列的研究卻認為：現時突丘小葉海蛞蝓這個物種其實是一個复合种。

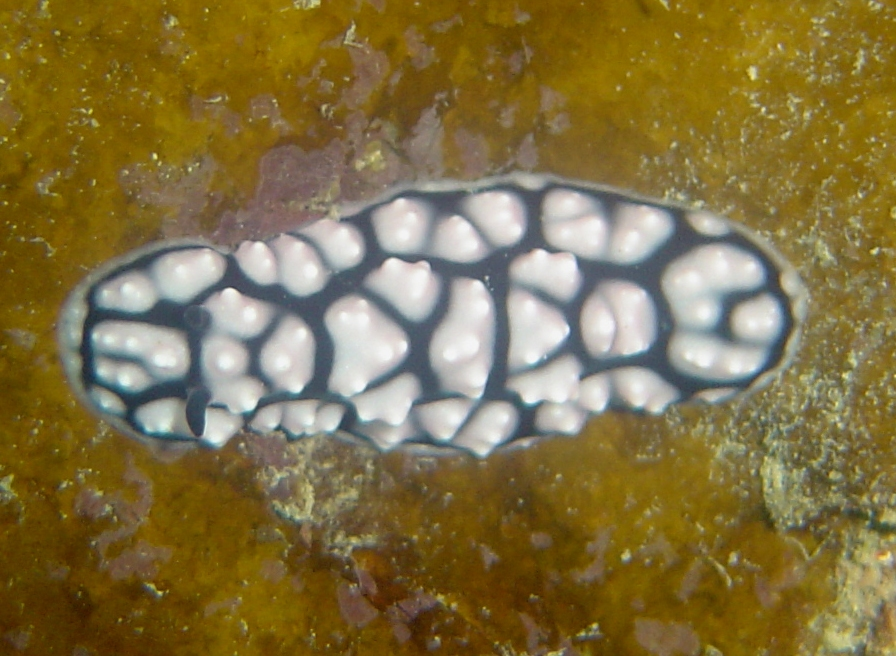
Phyllidiella cf. pustulosa, head end to the left

## 型態描述
身體及觸角為黑色，背面具有成簇的粉紅色突起，身體的外套膜邊緣也呈淡粉紅色。身體輪廓燒成狹長形。
儘管這種裸鰓類物種在成長時會改變其外觀，但其身體上通常出現的三組粉紅色結節卻保持不變，除了在幼體時這些結節會融合在一起，以及當成長後再分開。這些結節的顏色可以從粉紅色到綠色到白色。粉紅色和灰綠色調的強度可能與飲食有關，以及自上次進食後的時間長短。其他顯著特徵是其外套膜的淡粉紅色邊緣、寬闊的三角形黑色尖頭口觸手和鼻尖棘爪，有22至26片（大於35毫米的標本）。

## 延伸閱讀
- Litvaitis M.K. & Newman L.J., 2002. Color, Color Patterns and Mimicry.
- Newman, L.J.; Cannon, L.R.G.; Brunckhorst, D.J. 1994. A new flatworm (Platyhelminthes Polycladida) which mimics a Phyllidiid nudibranch (Mollusca, Nudibranchia). Zool. J. Linn. Soc. 110(1): 19-25. [publ. not seen by RFB]
- Newman, Leslie & Lester Cannon. 2003. Marine Flatworms: The World of Polyclads. vii + 112 pp. CSIRO Publishing.
- Rudman, W.B., 1998 (June 25). Mimicry - Phyllidiella, flatworms, Chromodoris [In] Sea Slug Forum.
- Rudman, W.B., 1999 (July 11). Comment on About Mimicry & flatworms by Christine. [Message in] Sea Slug Forum.
- Seifarth, W. 2004. Marine Flatworms of the World. http://www.rzuser.uni-heidelberg.de/~bu6/flatintr.htm （页面存档备份，存于）]